# Wuthenow
Wuthenow ist ein Ortsteil der brandenburgischen Kreisstadt Neuruppin im Landkreis Ostprignitz-Ruppin. Mit 437 Einwohnern ist das Dorf Wuthenow der fünftgrößte Ortsteil der Stadt (von insgesamt 14).
Am 6. Dezember 1993 wurde Wuthenow nach Neuruppin eingemeindet.

## Lage
Das Straßendorf Wuthenow liegt an einer länglichen Ausbuchtung des Ruppiner Sees, der Wuthenower Lanke. Am direkt gegenüber liegendem westlichen Seeufer befindet sich die Kernstadt von Neuruppin.

## Geschichte
In slawischer Zeit bestanden an der Lanke zwei Siedlungen, eine innerhalb des heutigen Dorfes, die andere nahe der Grenze zur Gemarkung Neuruppin am Rande des Lankebergs. Zu Beginn des 13. Jahrhunderts haben sich deutsche Siedler um den Berg herum niedergelassen. Wuthenow ist wahrscheinlich das älteste Dorf des Ruppiner Landes. Erstmals urkundlich erwähnt 1319 als Wotenowe und im Visitationsbericht von 1541 als Wothenow uber dem sehe oder vormals auch als Wütenow bezeichnet. Grundherren waren die Grafen von Lindow-Ruppin bis zum Erlöschen des Geschlechts im Jahre 1524. Anschließend fällt das Dorf mit Herrschaft Ruppin an die Mark Brandenburg. Von Anfang an war Wuthenow ein reines Bauerndorf.
Am 28. September 2019 wurde das 700-jährige Bestehen Wuthenows mit einem Festumzug gefeiert.

### Einwohnerentwicklung
| Jahr      | 1766 | 1777 | 1785 | 1798 | 2017 |
| Einwohner | 221  | 221  | 221  | 245  | 437  |

### Historische Landwirtschaft
| Aussaat     | Weizen     | Roggen                | Gerste                | Hafer                 | Erbsen               | Wicken               | Hirse              | Kartoffeln           | Leinsamen            | Buchweizen  |
| Menge       | 2 Scheffel | 19 Winspel 2 Scheffel | 15 Winspel 4 Scheffel | 7 Winspel 14 Scheffel | 5 Winspel 6 Scheffel | 1 Winspel 3 Scheffel | 1 Scheffel 7 Metze | 7 Winspel 1 Scheffel | 1 Winspel 7 Scheffel | 12 Scheffel |
| Tierbestand | Pferde     | Rinder                | Schweine              | Schafe                |                      |                      |                    |                      |                      |             |
| Stück       | 94         | 232                   | 123                   | 1114                  |                      |                      |                    |                      |                      |             |

## Ortsbeirat
Ortsvorsteher: Axel Noelte
Ortsbeiratsmitglieder: Peter Lenz, Hans-Joachim Relitz

## Sehenswürdigkeiten

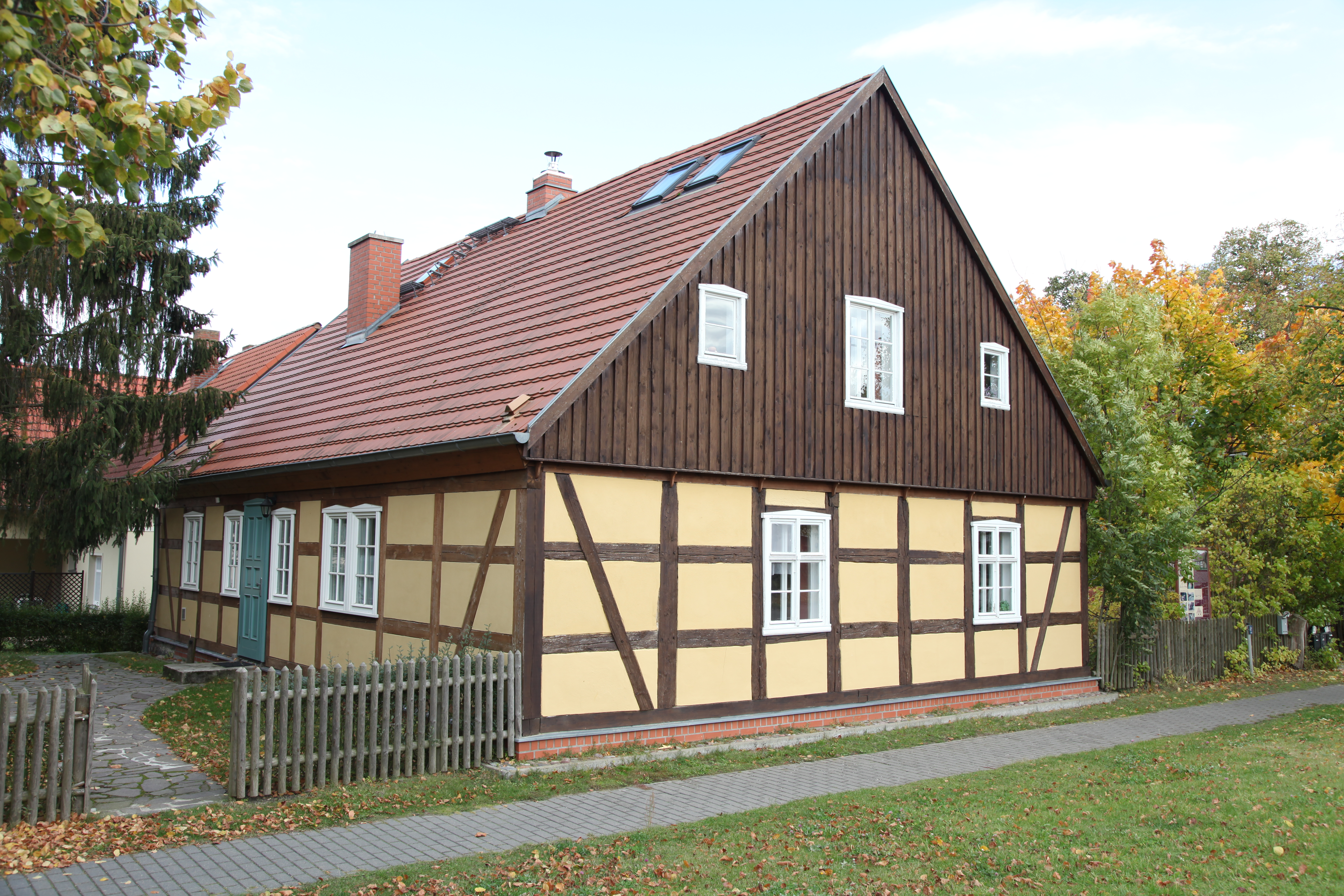
Wohnhaus eines Kossäten Dorfstraße 72 in Wuthenow

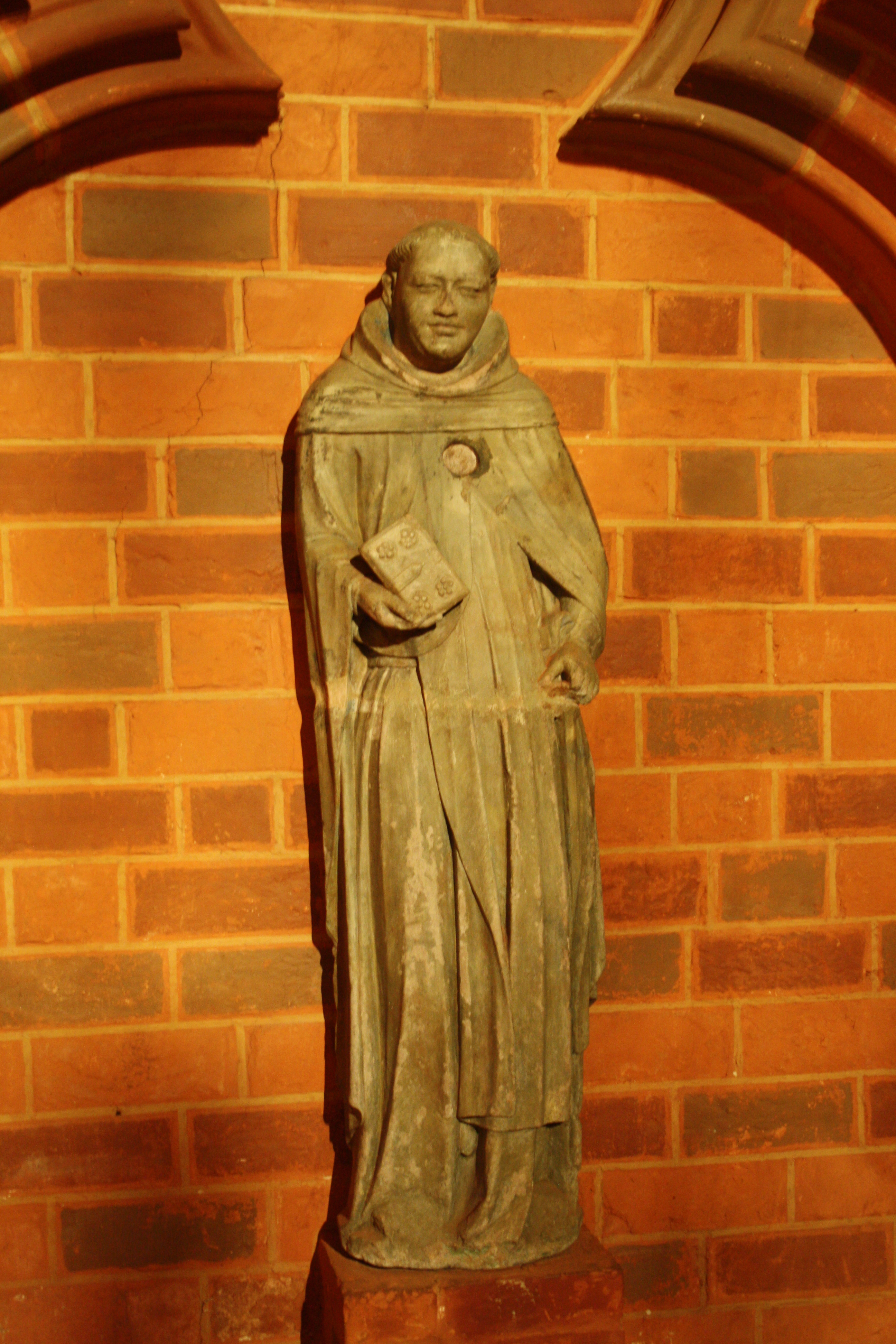
Wichmann von Arnstein soll von Wuthenow aus nach Neuruppin über den See gegangen sein.

- Die 1836/1837 erbaute Dorfkirche wurde von Baumeister Karl Friedrich Schinkel als Normalkirche entworfen. In ihr befindet sich das Gemälde der ältesten Stadtansicht Neuruppins.[9]
- Nahe dem Ortseingang (vom Seedamm aus) befindet sich ein Kossätenhaus aus dem 18. Jahrhundert.[10]

## Bemerkenswertes
- Theodor Fontanes Roman Schach von Wuthenow spielt teilweise im fiktiven Schloss Wuthenow. In seinen Briefen ist der Bericht über eine Exkursion eines Berliner Geschichtsvereins zu diesem erfundenen Schloss überliefert.[11][12]
- In den Legenden über Wichmann von Arnstein wird berichtet, dass er von Wuthenow nach Neuruppin über das Wasser des Ruppiner See geschritten sei.
- Theodor Fontane beschreibt Wuthenow in seinen Wanderungen durch die Mark Brandenburg – Erster Band: Die Grafschaft Ruppin.[13][14]